# Arquidiocese de Harare
A Arquidiocese de Harare (Archidiœcesis Hararensis) é uma circunscrição eclesiástica da Igreja Católica situada em Harare, Zimbabwe. Seu atual arcebispo é Robert Christopher Ndlovu. Sua Sé é a Catedral do Sagrado Coração de Harare.
Possui 56 paróquias servidas por 153 padres, abrangendo uma população de 3 495 760 habitantes, com 17,9% da dessa população jurisdicionada batizada (626 875 católicos).

## História
A missão sui iuris do Zambeze foi erigida em 2 de julho de 1879, recebendo o território do vicariato apostólico de Natal (atual Arquidiocese de Durban).
Em 9 de março de 1915 com o decreto Plenariis in comitiis da Propaganda Fide a missão sui iuris foi elevada a prefeitura apostólica e filiada aos missionários da Companhia de Jesus.
Em 14 de julho de 1927, cedeu uma parte de seu território para o benefício da ereção da prefeitura apostólica de Broken Hill (atual Arquidiocese de Lusaka) e passou a usar o nome de Prefeitura Apostólica de Salisbury.
Em 4 de janeiro de 1931, cedeu outra parte do território para o benefício da ereção da missão sui iuris de Bulawayo (hoje arquidiocese).
Em 3 de março do mesmo ano, a prefeitura apostólica foi elevada a vicariato apostólico com o breve Compertum habemus do Papa Pio XI.
Em 2 de fevereiro e 29 de junho de 1953 cedeu outras partes de território em vantagem da ereção, respectivamente, da prefeitura apostólica de Umtali (atual Diocese de Mutare) e da prefeitura apostólica de Wankie (hodierna Diocese de Hwange).
Foi novamente elevada, agora à dignidade de arquidiocese metropolitana em 1 de janeiro de 1955 com a bula Quod Christus do Papa Pio XII.
Em 17 de dezembro de 1973 cedeu outra parte de seu território para a criação da prefeitura apostólica de Sinoia (atual Diocese de Chinhoyi).
Em 25 de junho de 1982 assume seu nome atual.

## Prelados
|                     | Nome                                      | Período     | Notas               |            |
| Arcebispos          | Arcebispos                                | Arcebispos  | Arcebispos          | Arcebispos |
| ------------------- | ----------------------------------------- | ----------- | ------------------- | ---------- |
| 4º                  | Robert Christopher Ndlovu                 | 2004-       | Atual               |            |
| 3º                  | Patrick Fani Chakaipa †                   | 1976 - 2003 |                     |            |
| 2º                  | Francis William Markall, S.J. †           | 1956 - 1976 |                     |            |
| 1º                  | Aston Sebastian Joseph Chichester, S.J. † | 1955 - 1956 |                     |            |
| Arcebispo coadjutor |                                           |             |                     |            |
|                     | Francis William Markall, S.J.             | 1956        |                     |            |
| Bispos              |                                           |             |                     |            |
| 10º                 | Aston Sebastian Joseph Chichester, S.J. † | 1931 - 1955 |                     |            |
| 9°                  | Robert Brown, S.J. †                      | 1922 - 1931 |                     |            |
| 8º                  | Edward Parry, S.J. †                      | 1920 - 1922 |                     |            |
| 7º                  | Richard Sykes, S.J. †                     | 1915 - 1919 |                     |            |
| 6°                  | Ignatius Gartlan, S.J. †                  | 1904 - 1911 |                     |            |
| 5º                  | Richard Sykes, S.J. †                     | 1896 - 1904 |                     |            |
| 4º                  | Henry Schomberg Kerr, S.J. †              | 1891 - 1895 |                     |            |
| 3°                  | Alphonse Daignault, S.J. †                | 1887 - 1891 |                     |            |
| 2º                  | Alfred Weld, S.J. †                       | 1883 - 1887 |                     |            |
| 1º                  | Henri Joseph Depelchin, S.J. †            | 1879 - 1883 |                     |            |
| Bispo auxiliar      |                                           |             |                     |            |
|                     | Patrick Fani Chakaipa                     | 1972 - 1976 | Elevado a Arcebispo |            |